# Libero Sosio
Libero Sosio (Savona, 27 marzo 1935 – Vidigulfo, 14 novembre 2023) è stato un traduttore e storico della filosofia italiano.

## Biografia
Conseguì la laurea in Filosofia all'Università di Pisa nel 1958, con una tesi sulla "Giovinezza di Galileo". Nello stesso anno ottenne un diploma in Storia della filosofia alla Scuola Normale Superiore di Pisa, entrambi col massimo dei voti e lode. Trascorse poi sei mesi in Germania a Friburgo in Brisgovia, dove ebbe modo di approfondire la conoscenza del tedesco.
Nel 1961 entrò come redattore nella casa editrice Feltrinelli, curando all'inizio l'edizione italiana della "Enciclopedia Feltrinelli-Fischer" (di cui tradusse anche due volumi, Astronomia e Antropologia); passò poi alla Storia Universale Feltrinelli (sempre in collaborazione con l'editore Fischer di Francoforte), di cui tradusse otto volumi. Infine si occupò particolarmente, come redattore e traduttore, della collana "Storia della Scienza", facente parte del contenitore più generale «I fatti e le idee. Saggi e Biografie».
Si licenziò quindi da Feltrinelli per dedicarsi quasi esclusivamente alla traduzione, privilegiando la divulgazione scientifica (scienze fisiche, matematiche e biologiche), storia della scienza e della filosofia, storia e teoria dell'arte. 
Oltre che con Feltrinelli collaborò via via come traduttore con altre case editrici, tra cui Mondadori, Rizzoli, Laterza, Bollati Boringhieri, Adelphi, Garzanti, Il Saggiatore e Longanesi.
Nel 1980 ricevette il Premio Città di Monselice per la migliore traduzione scientifica (P.K. Feyerabend, Contro il metodo, Feltrinelli), e nel 1994 gli vennero assegnate due targhe - «per la sua competente e costante attività di traduttore di testi scientifici» - dal Premio Città di Monselice, e dal Premio San Gerolamo dell'Associazione Italiana Traduttori e Interpreti.
Inframezzò un'intensa attività di traduttore con alcune edizioni commentate di classici della scienza.
Sosio è morto il 14 novembre 2023 in seguito a crisi cardiaca. Era padre del giornalista Silvio Sosio.

## Opere tradotte
Libero Sosio ha tradotto circa 250 opere, la maggior parte dall'inglese, tra cui:

### Opere enciclopediche e testi per atlanti
- Enciclopedie di Cambridge, Astronomia, Editori Laterza, Roma-Bari 1981
- Enciclopedie di Cambridge, Scienze della vita, Laterza, Roma-Bari 1985
- Enciclopedia Feltrinelli-Fischer, Antropologia, Feltrinelli, Milano 1966
- Enciclopedia Feltrinelli-Fischer, Astronomia, Feltrinelli, Milano 1963
- Enciclopedia di Astronomia e Cosmologia, Garzanti 1998; 2ª ed., completamente rivista e aggiornata, ivi 2005
- Grande Atlante Geografico De Agostini, Istituto Geografico De Agostini, Novara 1982
- Atlante del Mondo, ed. Selezione dal Reader's Digest, Milano 1990

### Storia della scienza
«Storia della scienza» Feltrinelli:
- Clagett, Marshall, La scienza della meccanica nel Medioevo, Feltrinelli, Milano 1972 (con testi tradotti dal latino medievale)
- Cohen, I. Bernard, La rivoluzione newtoniana, Feltrinelli, Milano 1982
- Dreyer, J. L. E., Storia dell'astronomia da Talete a Keplero, Feltrinelli, Milano 1970
- Eiseley, Loren, Il secolo di Darwin, Feltrinelli, 1975
- Elkana, Yehuda, La scoperta della conservazione dell'energia, Feltrinelli, Milano 1977
- Greene, John. C., La morte di Adamo, Feltrinelli, Milano 1971
- Hall, A. Rupert, La rivoluzione nella scienza 1500-1750, Feltrinelli, Milano 1986
- Jacob, Margaret C., I newtoniani e la Rivoluzione inglese 1689-1720, Feltrinelli, Milano 1980
- Kline, Morris, La matematica nella cultura occidentale, Feltrinelli, Milano 1976
- Nasr, Seyyed Hossein, Scienza e civiltà nell'Islam, Feltrinelli, Milano 1977
- Sulloway, Frank J., Freud, biologo della psiche, Feltrinelli, Milano 1982

Altre opere:
- Cassidy, David C., Un'estrema solitudine. La vita e l'opera di Werner Heisenberg, Bollati Boringhieri, Torino 1996
- Cohen, I. Bernard, La rivoluzione nella scienza, Longanesi, Milano 1988
- Cohen, I. Bernard, Scienze della natura e scienze sociali, Laterza, Roma-Bari 1993
- Crease, Robert P., Il prisma e il pendolo, Longanesi, Milano 2007
- Crease, Robert P. - Mann, Charles C. Alla ricerca dell'uno. L'unificazione delle forze della natura, Mondadori, Milano 1987
- Cronin, Helena, Il pavone e la formica. Selezione sessuale e altruismo da Darwin a oggi, Il Saggiatore, Milano 1995
- Ferguson, Kitty, Dalla Terra alle Galassie. L'uomo misura l'universo, Longanesi, Milano 2001
- Ferguson, Kitty, L'uomo dal naso d'oro. Tycho Brahe e Giovanni Keplero, Longanesi, Milano 2003
- Ferguson, Kitty, La musica di Pitagora, La nascita del pensero scientifico, Longanesi, Milano 2008
- Gould, Stephen Jay, La freccia del tempo, il ciclo del tempo, Feltrinelli, Milano 1989
- Hoskin, Michael (a cura di), Storia dell'astronomia di Cambridge, Rizzoli, Milano 2001
- Koyré, Alexandre, La rivoluzione astronomica. Copernico, Keplero, Borelli, Feltrinelli, Milano 1966
- Merchant, Carolyn, La morte della natura, Garzanti, Milano 1988
- Verdet, Jean-Pierre, Storia dell'astronomia, Longanesi, Milano 1995

### Storia della filosofia, filosofia della scienza
- Châtelet, François (a cura di), Storia della filosofia (8 volumi), Rizzoli, Milano 1975-1976; nuova ed. 1998-1999
- Oldroyd, David, Storia della filosofia della scienza, Il Saggiatore, Milano 1986; nuova ed., Net, Milano 2002
- Ayer, Alfred, Wittgenstein, Laterza, Roma-Bari 1986
- Boyd, Richard - Thomas S. Kuhn, La metafora nella scienza, Feltrinelli, Milano 1983
- Chandrasekhar, Subrahmanyan, Verità e bellezza, Garzanti, Milano 1990
- Feyerabend, Paul K., Contro il metodo, abbozzo di una teoria anarchica della conoscenza, Feltrinelli, Milano 1979 (nuova ed. ivi 2002)
- Feyerabend, Paul K., La scienza in una società libera, Feltrinelli, Milano 1981
- Feyerabend, Paul K., Scienza come arte, Laterza, Roma-Bari 1984
- Hacking, Ian, Rivoluzioni scientifiche, Laterza, Roma-Bari 1984
- Hanson, Norwood R., I modelli della scoperta scientifica, Feltrinelli, Milano 1978
- Mach, Ernst, L'analisi delle sensazioni e il rapporto fra fisico e psichico, Feltrinelli-Bocca, Milano 1975
- Müller-Hill, Benno, I filosofi e l'essere vivente, Garzanti, Milano 1984
- Popkin, Richard H., e Avrum Stroll, Il dovere del dubbio. Filosofia scettica per tutti, Il Saggiatore, Milano 2004
- Skinner, Burrhus F., Oltre la libertà e la dignità, Mondadori, Milano 1973
- Stern, Joseph P., Guida a Nietzsche, Rizzoli. Milano 1980.
- Voltaire, Dizionario filosofico, con i supplementi editi nelle Questions sur l'Encyclopédie, 2 voll. (con R. Lo Re), Rizzoli, Milano 1979
- Wilson, Arthur M., Diderot: l'appello ai posteri, Feltrinelli, 1977

### Divulgazione scientifica: scienze fisiche e matematiche
- Aczel, Amir, Probabilità 1. Perché esistono civiltà extraterrestri, Garzanti, Milano 1999
- Asimov, Isaac, Il collasso dell'universo, Mondadori, Milano 1980
- Brockman, John, Einstein, Gertrude Stein, Wittgenstein & Frankenstein. La reinvenzione dell'universo, Garzanti, Milano 1988
- Cole, K. C., L'universo e la tazza da tè, Longanesi, Milano 1999
- Cornell, James, I primi osservatori. Alle origini dell'astronomia, Feltrinelli, Milano 1983
- Davies, Paul C. W., L'universo che fugge, Mondadori, Milano 1979, ivi 1999
- Davies, Paul C. W., Superforza. Verso una teoria unificata dell'universo, Mondadori, Milano 1986
- Davies, Paul C. W., Spazio e tempo nell'universo moderno, Laterza, Roma-Bari 1980
- Dyson, Freeman, Da Eros a Gaia, Rizzoli, Milano 1993
- Dyson, Freeman, Lo scienziato come ribelle, Longanesi, Milano 2009
- Ekeland, Ivar, A caso. La sorte, la scienza e il mondo, Bollati Boringhieri, Torino 1992
- Farmelo, Graham (a cura di), Equilibrio perfetto. Le grandi equazioni della scienza moderna, Il Saggiatore, Milano 2005; ed. tascabile, ivi 2008.
- Fisher, Len, Il segreto dell'uovo sodo, Longanesi, Milano 2003
- Gell-Mann, Murray, Il quark e il giaguaro, Bollati Boringhieri, Torino 1996
- Gleick, James, Caos. La nascita di una nuova scienza, Rizzoli, Milano 1989; Sansoni, Firenze 1996
- Gribbin, John, Polvere di stelle, Garzanti, Milano 2002
- Hawking, Stephen, Dal big bang ai buchi neri. Breve storia del tempo, Rizzoli, Milano 1988; Fabbri, Milano 2009
- Hawking, Stephen, Buchi neri e universi neonati, Rizzoli, Milano 1993
- Hawking, Stephen, e Roger Penrose, La natura dello spazio e del tempo, Sansoni, Firenze 1996
- Hoffmann, Roald, La chimica allo specchio, Longanesi, Milano 2005
- Hoyle, Fred, e Chandra Wickramasinghe, La nuvola della vita. L'origine della vita nell'universo, Mondadori, Milano 1979
- Hoyle, Fred, e Chandra Wickramasinghe, Evoluzione dallo spazio, Etas Libri, Milano 1983
- Kane, Gordon, Il giardino delle particelle, Longanesi, Milano 1997
- Krauss, Lawrence M., La fisica di Star Trek, Longanesi, Milano 1996; TEA, Milano 2000
- Krauss, Lawrence M., Il mistero della massa mancante nell'Universo, Raffaello Cortina, Milano 2000
- Le Couteur, Penny, e Jay Burreson, I bottoni di Napoleone. Come 17 molecole hanno cambiato la storia, Longanesi, Milano 2006
- Lindley, David, La Luna di Einstein, Longanesi, Milano 1997; TEA, Milano 2001
- Lovell, Bernard, Nel centro delle immensità alla scoperta dell'universo, Mondadori, Milano 1980
- Meschkowski, Herbert, Che cosa sappiamo veramente? Le scienze esatte e il loro contributo alla conoscenza, Garzanti, Milano 1990
- Minsky, Marvin (a cura di), La robotica, Longanesi, Milano 1987
- Moore, Patrick, Il Guinness dell'astronomia, Rizzoli, Milano 1990
- Osserman, Robert, Poesia dell'universo. L'esplorazione matematica del cosmo, Longanesi, Milano 1996; TEA, Milano 2000
- Pecker, Jean-Claude (a cura di), Guardiamo l'universo. La nuova astronomia, Feltrinelli, Milano 1972
- Penrose, Roger, La mente nuova dell'imperatore. La mente, i computer e le leggi della fisica, Rizzoli, Milano 1992
- Prigogine, Ilja, La fine delle certezze. Il tempo, il caos e le leggi della natura, Bollati Boringhieri, Torino 1997
- Reeves, Hubert, L'evoluzione cosmica, Feltrinelli, Milano 1982; nuova ed., Rizzoli, Milano 1993
- Ronan, Colin, L'astronomia pratica, Istituto Geografico De Agostini, Novara 1982
- Sagan, Carl, Il romanzo della scienza, Milano, Mondadori, 1982
- Sagan, Carl, Il mondo infestato dai demoni. La scienza e il nuovo oscurantismo, Baldini & Castoldi, Milano 1997
- Sagan, Carl, e I. S. Sklovskij, La vita intelligente nell'universo, Feltrinelli, Milano 1980
- Salam, Abdus, L'unificazione delle forze fondamentali, Rizzoli, Milano 1990
- Schachtman, Tom, Zero assoluto. La conquista del freddo, Sperling & Kupfer, Milano 2001
- Schwarcz, Joe, Come si sbriciola un biscotto?, Longanesi, Milano 2005
- Stewart, Ian, Dio gioca a dadi?, Bollati Boringhieri, Torino 1993
- Stewart, Ian, e Martin Golubitsky, Terribili simmetrie. Dio è un geometra?, Bollati Boringhieri, Torino 1995
- Stewart, Ian, L'altro segreto della vita, Longanesi, Milano 2002
- Weinberg, Steven, I primi tre minuti, Mondadori, Milano 1977, ivi 1999
- Weisskopf, Viktor, Le gioie della scoperta, Garzanti, Milano 1992
- Yourgrau, Palle, Un mondo senza tempo. L'eredità dimenticata di Gödel e Einstein, Il Saggiatore, Milano 2006.

### Divulgazione scientifica: scienze biologiche
- Attenborough, David, La vita sulla Terra, Rizzoli, Milano 1979; ed. ampliata, Selezione dal Reader's Digest, Milano 1984
- Attenborough, David, Il pianeta vivente, Istituto Geografico De Agostini, Novara 1984
- Cousteau, Jacques, L'Amazzonia, Fabbri, Milano 1985
- Cousteau, Jacques, e A. Sivirine, La Calypso, Fabbri, Milano 1984
- Crick, Francis, La folle caccia. La vera storia della scoperta del codice genetico, Rizzoli, Milano 1990
- Dawkins, Richard, L'orologiaio cieco. Creazione o evoluzione?, Rizzoli, Milano 1988; Fabbri, Milano 2009
- Diamond, Jared, Il terzo scimpanzé. Ascesa e caduta del primate Homo sapiens, Bollati Boringhieri, Torino 1994
- Dunbar, Robin, Dalla nascita del linguaggio alla Babele delle lingue, Longanesi, Milano 1998
- Duve, Christian de, Polvere vitale, Longanesi, Milano 1998; TEA, Milano 2000
- Duve, Christian de, Alle origini della vita, Longanesi, Milano 2008
- Duve, Christian de, Genetica del peccato originale. Il peso del passato sul futuro della vita, Raffaello Cortina Editore, Milano 2010
- Edelamn, Gerald, Il presente ricordato. Una teoria biologica della coscienza, Rizzoli, Milano 1991
- Ellis, Richard, I cari estinti. Vita e morte delle specie animali, Longanesi, Milano 2007
- Fry, Iris, L'origine della vita sulla Terra. Le ipotesi e le teorie dall'Antichità a oggi, Garzanti, Milano 2002
- Futuyma, Douglas J., Processo alla scienza. In difesa dell'evoluzione, Feltrinelli, Milano 1983
- Goodall, Jane, e Phillip Berman, Le ragioni della speranza. Lungo viaggio al centro della natura, *Baldini & Castoldi, Milano 1999
- Staguhn, Gerhard, Breve storia della vita. Teorie dell'evoluzione, ingegneria genetica, ricerche sul cervello, Salani, Milano 2004
- Gould, Stephen Jay, Quando i cavalli avevano le dita, Feltrinelli, Milano 1984; nuova ed., ivi 2006
- Gould, Stephen Jay, La vita meravigliosa, Feltrinelli, Milano 1990; nuova ed., ivi 2007
- Gould, Stephen Jay, Un riccio nella tempesta, Feltrinelli, Milano 1991
- Gould, Stephen Jay, Bravo brontosauro, Feltrinelli, Milano 1992; nuova ed., ivi 2008
- Gould, Stephen Jay, Risplendi grande lucciola, Feltrinelli, Milano 1994; nuova ed., ivi 2006
- Gould, Stephen Jay, Otto piccoli porcellini, Bompiani, Milano 1994; Il Saggiatore, Milano 2003
- Gould, Stephen Jay, I fossili di Leonardo e il pony di Sofia, Il Saggiatore, Milano 2004
- Gould, Stephen Jay, Le pietre false di Marrakech, Il Saggiatore, Milano 2007
- Griffin, Donald R., Cosa pensano gli animali, Laterza, Roma-Bari 1986
- Koestler, Arthur, Il principio di Giano, Edizioni di Comunità, Milano 1980
- Kunzig, Robert, La frontiera profonda. L'esplorazione del mondo sotto la superficie marina, Longanesi, Milano 2000
- Leakey, Richard E., Il lungo viaggio dell'uomo, Mondadori, Milano 1982
- Masson, Jeffrey Moussayeff, e Susan McCarthy, Quando gli elefanti piangono. Sentimenti ed emozioni nella vita degli animali, Baldini & Castoldi, Milano 1996; nuova ed., Quando gli elefanti piangono, Marco Tropea, Milano 2010
- Medawar, P. B. e J. S., Da Aristotele a Zoo. Dizionario filosofico di biologia, Mondadori, Milano 1986
- Nowak, Martin A., e Roger Highfield, Supercooperatori, Codice Edizioni, Torino 2012.
- Remane, Adolf, La vita sociale degli animali, Feltrinelli, Milano 1967
- Riedl, Rupert, Biologia della conoscenza. I fondamenti evoluzionistici della ragione, Longanesi, Milano 1981
- Van Dover, Cindy L., Trecento metri sotto i mari. Viaggi nel mondo degli abissi, Feltrinelli Traveller, Milano 1997
- Wells, Spencer, Il lungo viaggio dell'uomo. L'odissea della specie, Longanesi, Milano 2006

### Storia
- Volumi della Storia Universale Feltrinelli:
  -     1. Preistoria, a cura di Marie-Henriette Alimen e Marie-Joseph Steve, 1967
  -     7. La formazione dell'Impero romano, a cura di Pierre Grimal, 1967
  -   13. L'Impero bizantino, a cura di Franz Georg Maier, 1974
  -   27. L'età della borghesia, a cura di Guy Palmade
  -   30. Gli Stati Uniti d'America, a cura di Willi Paul Adams, 1978
  -   31. Russia, di Carsten Goehrke, Manfred Hellmann, Richard Lorenz, Petert Scheibert, 1973
  -   32. Africa, di Pierre Bertaux, 1968
  -   36. Tensioni e conflitti nel mondo contemporaneo, 2 voll., a cura di Wolfgang Benz e Hermann Graml, 1983
- Blum, Jerome, Storia della civiltà contadina, Rizzoli, Milano 1982
- Bowle, John, Storia d'Europa, 3 voll., Rizzoli, Milano 1982
- Burke, John, Quel giorno cambiò l'universo, Istituto Geografico De Agostini, Novara 1986
- Cohen, Stephen F., Bucharin e la rivoluzione bolscevica, Feltrinelli, Milano 1975
- Collier, Basil, Storia della guerra aerea, Mondadori, Milano 1974
- Diamond, Jared e James Robinson (a cura di), Esperimenti naturali di storia, Codice Edizioni, Torino 2011.
- Ellis, Richard, Atlantide, Corbaccio, Milano 1999
- Fagan, Brian, Il lungo viaggio delle aringhe. Sulle rotte del pesce, la scoperta dell'America prima di Colombo, Corbaccio, Milano 2007
- Ginsborg, Paul, Daniele Manin e la rivoluzione veneziana del 1948-1949, Feltrinelli, Milano 1978; Einaudi, Torino 2007
- Kristof, Nicholas D. e Sheryl WuDnn, Metà del cielo, Corbaccio, Milano 2010.
- Lifton, Robert Jay, I medici nazisti, Rizzoli, Milano 1988
- McLellan, David, Guida a Marx, Rizzoli, Milano 1977; nuova ed., Marx, Il mulino, Bologna 1989
- Miller, Judith, Stephen Engelberg e William Broad, Germi. Le armi batteriologiche: una guerra segreta, Longanesi, Milano 2002
- Robert A. Preston e Sydney F. Wise, Storia sociale della guerra, Mondadori, Milano 1973
- Staguhn, Gerhard, Breve storia delle religioni, Salani, Milano 2007
- Tannahill, Reain, Storia del cibo, Rizzoli, Milano 1987

### Arte, storia e teoria dell'arte
- Autori vari, Euphronios, pittore ad Atene nel VI secolo a. C. (con M. Iozzo, V. Lambrou Busoni e VOX), Fabbri, Milano 1991
- Autori vari, Las Meninas. Velásquez, Foucault e l'enigma della rappresentazione, a cura di Alessandro Nova, Il Saggiatore, Milano 1997
- Bartz, Gabriele, ed Eberhard König, Arte e Architettura: Il Louvre, Könemann, Köln 2001
- Charbonneaux, Jean, Roland Martin e François Villard, La Grecia arcaica (con M. Lenzini), Feltrinelli, Milano 1969; Rizzoli 1981, 1997, 2003
- Fleming, Jan e Hugh Honour, Dizionario delle arti minori e decorative (con M. Vitta), Feltrinelli, Milano 1980
- Kaminski, Marion, Arte e Architettura: Venezia, Könemann, Köln 2000
- Kandinsky, Wassily, Tutti gli scritti, Feltrinelli, Milano 1973-1974
- Kandinsky, Wassily Opere dal Centre Georges Pompidou, Mazzotta, Milano 1997 (trad. degli scritti di R. H. Wackernagel e di G. Illetschko)
- Kern, Hermann, Labirinti. Forme e interpretazioni. 5000 anni di presenza di un archetipo, Feltrinelli, Milano 1981
- Klein, Stefan, L'eredità di Leonardo. Il genio che reinventò il mondo, Bollati Boringhieri, Torino, 2017-2019
- Magritte, René, Tutti gli scritti, Feltrinelli, Milano 1979 (nuova ed. R. Magritte, Scritti, 2 voll., Abscondita, Milano 2004-2005)
- Mondrian, Piet, Tutti gli scritti, Feltrinelli, Milano 1975
- Mondrian, Piet, Il neoplasticismo, Abscondita 2008.
- Schwarz, Arturo, Man Ray. Il rigore dell'immaginazione, Feltrinelli, Milano 1977
- Wingler, Hans M., Il Bauhaus. Weimar, Dessau, Berlino 1919-1933, Feltrinelli, Milano 1972; nuova ed. 1987
- Woodward, Christopher, Tra le rovine. Un viaggio attraverso la storia, l'arte e la letteratura, Guanda, Parma 2008

### Ambiente e ecologia
- Aguesse, Pierre, Guida all'ecologia, Feltrinelli, Milano 1972
- Blum, Jerome, Storia della civiltà contadina, Rizzoli, Milano 1982
- Brown, Lester R., Il 29º giorno. Dimensioni e bisogni della popolazione umana e risorse della Terra, Sansoni, Firenze 1980
- Capra, Fritjof, Il punto di svolta. Scienza, società e cultura emergente, Feltrinelli, Milano 1984
- Capra, Fritjof, Verso una nuova saggezza, Feltrinelli, Milano 1988
- Kunzig, Robert, La frontiera profonda. L'esplorazione del mondo sotto la superficie marina, Longanesi, Milano 2000
- Laszlo, Erwin, Il pericolo e l'opportunità. Il nostro mondo di fronte al futuro, Sperling & Kupfer, Milano 1992; nuova ed. Il pericolo e l'opportunità. Le biforcazioni degli anni novanta, Aracne, Roma 2008
- Ward, Barbara, La casa dell'uomo. Come inventare la città futura, Mondadori, Milano 1976.

### Psicologia, scienze cognitive, psichiatria, medicina
- Andreasen, Nancy C., Il cervello rotto. La rivoluzione biologica in psichiatria, Longanesi, Milano 1985
- Baddeley, Alan, La memoria. Come funziona e come usarla, Laterza, Roma-Bari 1982, 6ª ed., ivi 2001
- Bettelheim, Bruno, Psichiatria non oppressiva, Feltrinelli, Milano 1976
- Clark, David H., Psichiatria e terapia sociale, Feltrinelli, Milano 1976
- Gardner, Howard, Formae mentis. Saggio sulla pluralità dell'intelligenza, Feltrinelli, Milano 1987
- Gardner, Howard, La nuova scienza della mente. Storia della rivoluzione cognitiva, Feltrinelli, Milano 1988
- Walter, Gray, F. J. Duhl e Nicolas D. Rizzo, Teoria generale dei sistemi e psichiatria, Feltrinelli, Milano 1978
- Hooper, Judith e Dick Teresi, L'universo della mente, Bompiani, Milano 1987
- J. Jaynes, Il crollo della mente bicamerale e l'origine della coscienza, Adelphi, Milano 1984
- Klein, Stefan, La formula della felicità, Longanesi, Milano 2003
- Konner, Melvin, L'ala impigliata. I condizionamenti biologici dello spirito umano, Feltrinelli, Milano 1984
- Langer, E., La mente consapevole, Longanesi, Milano 1990; nuova ed., Corbaccio, Milano 2008
- Ornstein, Robert e R. F. Thompson, Il cervello e le sue meraviglie, Rizzoli, Milano 1987
- Restak, R., Il cervello, Mondadori, Milano 1986
- Restak, R., Il cervello del bambino, Mondadori, Milano 1987
- Rose, S., La fabbrica della memoria, Garzanti, Milano 1994
- Rosenfield, I., L'invenzione della memoria, Rizzoli, Milano 1989
- Shneour, E. A., La mente malnutrita. Il problema della fame e lo sviluppo del cervello, Bompiani, Milano 1979
- Shorter, E- Psicosomatica. Storia dei sintomi e delle patologie dall'Ottocento a oggi, Feltrinelli, Milano 1993

### Varie
- Autori vari, Come fanno?, Selezione dal Reader's Digest, Milano 1991
- Carnoy, Martin, La scuola come imperialismo culturale, Feltrinelli, Milano 1980
- Ellis, Richard, Atlantide, Corbaccio, Milano 1999
- Frank, Robert H., Polli contro balene, Longanesi, Milano 2009
- Jameson, F., L'inconscio politico, Garzanti, Milano 1990
- Morris, Desmond, Il nostro corpo. Anatomia, evoluzione, linguaggio, Mondadori, Milano 1986
- Pascal, R., Dal naturalismo all'espressionismo. Letteratura e società in Austria e Germania 1880-1918, Feltrinelli, Milano 1977
- Richards, T., Il mondo di Star Trek, Longanesi, Milano 1997
- Sampson, A., Il supermercato delle armi, Mondadori, Milano 1977
- Stoll, C., Miracoli virtuali. Le false promesse di Internet e delle autostrade dell'informazione, Garzanti, Milano 1996
- Taleb, Nassim Nicholas, Robustezza e fragilità, il Saggiatore, Milano 2011
- Taleb, Nassim Nicholas, Il letto di Procuste. Aforismi per tutti i giorni, Il Saggiatore, Milano 2011

## Edizioni commentate di classici
- Galilei, Galileo, Il Saggiatore, Feltrinelli, Milano 1965; nuove edd., ivi 1992, 2008
- Galilei, Galileo, Dialogo sopra i due massimi sistemi del mondo, Einaudi, Torino 1970; nuova ed., ivi 1992; nuova ed., ivi 2002
- Sarpi, Paolo, Pensieri naturali, metafisici e matematici e altri scritti, a cura di Luisa Cozzi e Libero Sosio, Ricciardi, Milano-Napoli 1996.